# Parafia św. Mikołaja Biskupa w Grójcu
Parafia pw. św. Mikołaja Biskupa w Grójcu – parafia rzymskokatolicka znajdująca się w dekanacie grójeckim, archidiecezji warszawskiej, metropolii warszawskiej Kościoła katolickiego, w Grójcu.

## Historia
Pierwszy – zapewne drewniany – kościół grodowy powstał na początku XI w. Podniesiony on został do rangi kolegiaty, przy której rezydował prepozyt i dwóch kanoników. Parafia grodowa ustanowiona została prawdopodobnie na początku XII wieku. W latach 1241–1242 jej proboszczem był Przedpełk, zwany też Fulko, z rodu Półkoziców z Małopolski. Jest to pierwsza postać związana z Grójcem występująca w źródłach pisanych. Istnieje jeszcze wzmianka o dwóch kanonikach sprzed 1249 – Baldwinie i Racławie. W 1134 roku wymurowano pierwszy romański kościół w miejscu uprzednio rozebranego drewnianego.
Prawdopodobnie z fundacji księcia mazowieckiego Janusza Starego powstała nowa jednonawowa, orientowana na wschód gotycka świątynia. Budowę prezbiterium zakończono w roku 1398, a całego kościoła w roku 1480.